# Muhabbetana jubae
Muhabbetana jubae is een vlinder uit de familie van de dwergmineermotten (Nepticulidae). De wetenschappelijke naam voor deze soort is voor het eerst voorgesteld als Nepticula jubae door Thomas de Grey Walsingham in een publicatie uit 1908.

## Verspreiding
De soort komt voor op de Canarische Eilanden.

## Waardplanten
De rups leeft op Euphorbia balsamifera (Euphorbiaceae).